# 池田隆英
池田 隆英（いけだ たかひで、1994年10月1日 - ）は、佐賀県唐津市出身のプロ野球選手（投手）。右投右打。北海道日本ハムファイターズ所属。

## 経歴

### プロ入り前
唐津市立成和小学校4年生のときに成和ライオンズで野球を始め、当初は捕手だったが、6年生のときに投手へ転向した。唐津市立第五中学校では硬式チーム東松ワンダーズに所属し、4季連続で全国大会に出場。2年時には全国準優勝も経験した。
創価高校では1年秋からベンチ入りし、2年秋から背番号1。3年夏は西東京大会直前の練習試合で右膝を痛め、テーピングとギプスで右膝を固めて実践学園との4回戦で同大会初登板となったが、バント処理の際に右膝を痛めて降板。右膝前十字靭帯断裂の大怪我であり、チームはベスト4まで勝ち進んだが、池田自身は前述の1試合のみの登板であった。甲子園出場経験は無し。
高校卒業後は創価大学へ進学したが、1年間はリハビリの毎日であった。2年秋の明治神宮大会で最速151km/hを計測。4年春に東京新大学野球リーグ戦初勝利を挙げた。6月下旬に右足首の遊離軟骨除去手術を受けたが、4年秋のリーグ戦では4勝0敗・防御率0.83と好成績を収め、最多勝利と最優秀防御率のタイトルに加えてベストナインも獲得。大学4年間ではリーグ戦で29試合に登板し、7勝4敗・防御率2.45という成績であった。また、高校・大学の7年間では田中正義と同級生であった。
2016年10月20日に開催されたドラフト会議にて、東北楽天ゴールデンイーグルスから2位指名を受けた。指名後に出場した関東地区大学選手権では、自己最速の152km/hを計測。11月9日に契約金7000万円・年俸1200万円（いずれも金額は推定）で入団に合意した。背番号は30。担当スカウトは沖原佳典。

### 楽天時代

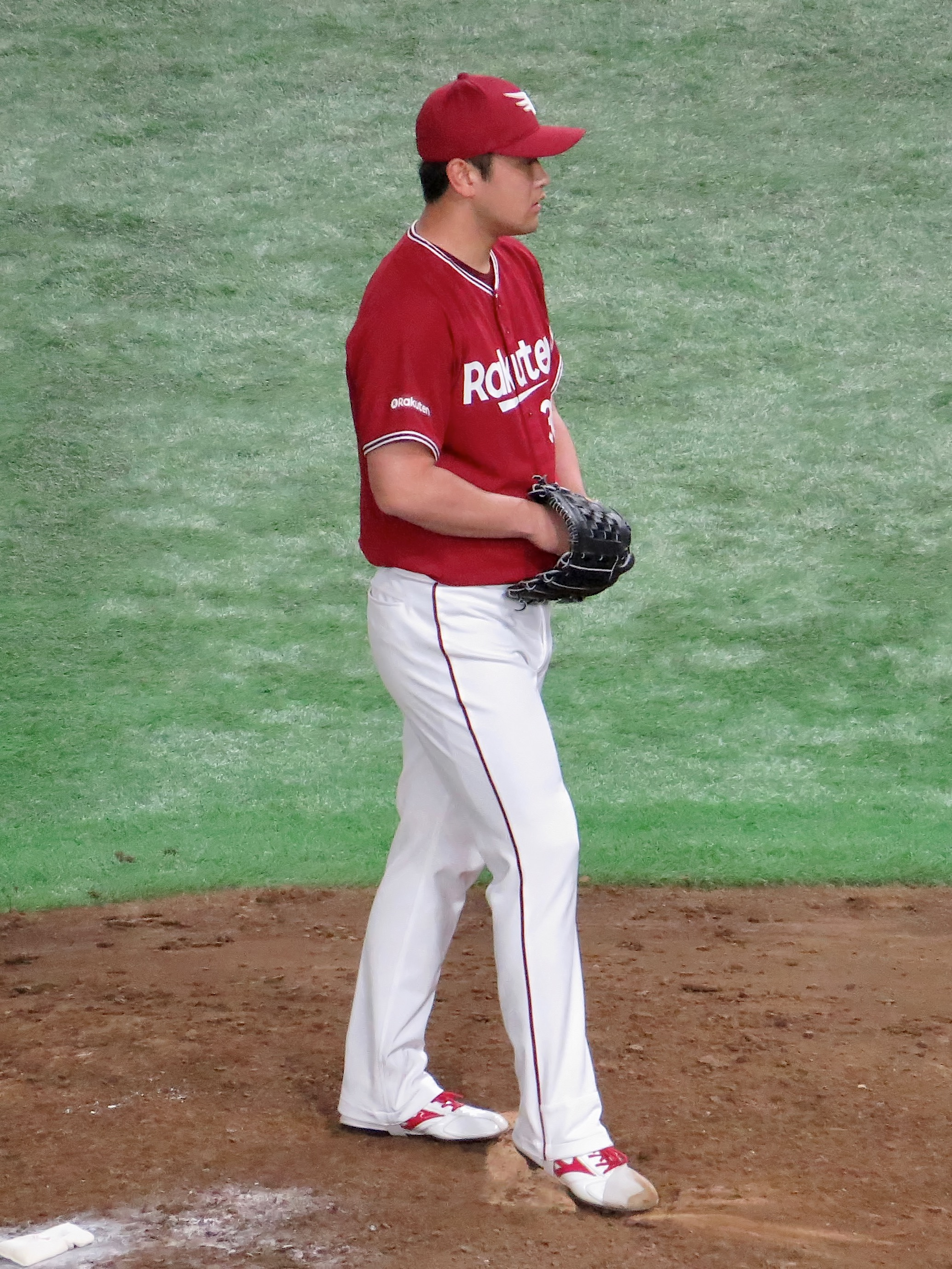
東北楽天ゴールデンイーグルス時代
（2018年6月5日 東京ドーム）

2017年は5月と8月に一軍での先発登板が内定していたが、5月は左足首、8月は右足首をそれぞれ捻挫し、この年は一軍登板は無くシーズンを終えた。二軍では11試合登板し、4勝1敗・防御率2.72を記録。オフに現状維持となる推定年俸1200万円で契約を更改した。
2018年は春先からアピールを続け、開幕ローテーション入りを果たし、開幕3試合目の千葉ロッテマリーンズ戦でプロ初登板初先発。2回1/3を4失点（自責点2）で敗戦投手となり、続く4月8日の福岡ソフトバンクホークス戦では6回1失点と好投しながらも敗戦投手となったが、同15日の埼玉西武ライオンズ戦では6回1/3を投げ、11安打2四球で5点を失いながらもプロ初勝利を挙げた。その後は2試合に先発し、変則的な日程もあって5月1日に出場選手登録を抹消され、同15日のソフトバンク戦に中14日で先発。5回86球1失点と好投したものの、2回表に右前腕に打球が直撃した影響で交代を告げられ、勝敗は付かなかった。5月22日のオリックス・バファローズ戦では5回途中7安打5四球5失点の乱調で敗戦投手となると、同25日のソフトバンク戦に中2日でプロ初のリリーフ登板となり、1イニングを3者凡退に抑えてプロ初ホールドを記録。以降もリリーフ起用が続いたが、6月8日の広島東洋カープ戦で1回3安打1四球3失点、続く同13日の中日ドラゴンズ戦でも1回1/3を4安打1四球1失点（自責点0）と打ち込まれ、6月14日に出場選手登録を抹消された。その後の一軍昇格は果たせずにシーズンを終えたが、この年は一軍で15試合（7先発）に登板し、1勝5敗4ホールド・防御率5.91を記録。シーズン終了後には、台湾でのアジアウィンターリーグにNPBイースタン選抜の一員として出場し、台湾選抜との優勝決定戦に先発すると、8回2安打10奪三振無失点と好投し、チームを優勝へ導いたと共にリーグのMVPに輝いた。オフに100万円増となる推定年俸1300万円で契約を更改した。
2019年は春季キャンプを一軍でスタートし、オープン戦では3月16日の中日戦に先発したが、4回途中6安打2四球4失点（自責点3）と結果を残せず、開幕と同時期には膝の手術を受けた。その後、一軍復帰に向けて二軍で実戦登板を重ねるも、今度は左腹斜筋を痛めて離脱。この年は一軍登板が無く、二軍でも6試合の登板にとどまった。レギュラーシーズン終了後の10月1日に戦力外通告を受け、楽天からは育成選手契約を打診された。11月19日に楽天と育成選手契約を締結。背番号は130と発表された。
2020年は新型コロナウイルスの影響で開幕が6月に延期された。開幕直後の6月25日にトレードで池田駿が入団したため、報道上の表記およびスコアボード上の表記が「池田隆」に変更となった。この年は二軍で21試合に登板し、1勝1敗・防御率1.65と好成績を収め、オフに支配下選手登録となった。推定年俸は現状維持の650万円、背番号は30。

### 日本ハム時代
2021年2月27日、横尾俊建とのトレードにより、北海道日本ハムファイターズへ移籍することが発表された。背番号は52。
オープン戦では3試合（2先発）に登板して計10イニングを無失点と好投し、開幕ローテーション入り。開幕3試合目の3月28日、古巣である楽天戦で移籍後初登板初先発、さらには自身3シーズンぶりとなる一軍公式戦登板となった。4回に一死満塁のピンチを招き、ゲッツー性の打球をショートへ打たせたものの、これを中島卓也がファンブル。併殺でチェンジが一転、1アウトも取れずに先制を許し、この回一挙4失点。5回8安打2四球3奪三振4失点（自責点3）という内容で敗戦投手となった。移籍後3度目の先発登板となった4月13日の西武戦では、6回1失点に抑えて移籍後初勝利、自身1094日ぶりの白星を挙げた。その後は時折10日間の登録抹消を挟みながら先発ローテーションを回っていたが、援護に恵まれないことが多く、黒星が先行した。8月15日のソフトバンク戦ではドリュー・バーヘイゲンが調整の一環でショートスターターとして先発し、池田は2番手として登板して3回無失点。これが3年ぶりのリリーフ登板となり、ホールドも記録された。後半戦は疲労もあって早期降板が目立つようになり、9月15日に出場選手登録を抹消されて以降は二軍調整が続き、シーズン最終盤の10月26日には中継ぎとして一軍へ再昇格し、この年は18試合（16先発）の登板でリーグ最多タイの10敗を喫したものの、3勝1ホールド・防御率3.94を記録。オフに1050万円増となる推定年俸1700万円で契約を更改した。
2022年はリリーフとして開幕を一軍で迎え、ソフトバンクとの開幕カード3戦目でシーズン初登板となったが、1回2安打1四球1失点で敗戦投手となった。3月31日に出場選手登録を抹消されて以降は二軍で先発調整となり、7月10日のソフトバンク戦でシーズン初先発。6回3安打無四死球3奪三振無失点、二塁すら踏ませない好投でシーズン初勝利を挙げた。続く同18日の西武戦では5回2失点（自責点1）ながらも敗戦投手となり、7月20日には無症状ながら新型コロナウイルス陽性判定を受け、同日に特例2022で出場選手登録を抹消された。離脱後の一軍登板は1試合のみであり、この年は4試合（3先発）の登板で1勝3敗・防御率3.31という成績であった。オフに100万円減となる推定年俸1600万円で契約を更改した。
2023年1月11日に日本ハムは、海外FA権を行使してソフトバンクに移籍した近藤健介の人的補償として、田中正義を獲得したことを発表。高校・大学時代の同級生であり、7年ぶりにチームメイトとなった。この年は春先からリリーフ調整となり、開幕こそ二軍で迎えたものの、4月5日に出場選手登録。開幕ローテーションのコディ・ポンセが故障離脱、先発調整していた鈴木健矢はリリーフとして開幕一軍入り、先発要員のジョン・ガントや根本悠楓が二軍でも不安定というチーム事情があり、4月11日のソフトバンク戦はブルペンデーとなり、その1番手として池田がシーズン初先発。3回裏に先制を許し、なおも二死一・二塁という場面で降板となり、代わった北山亘基が適時打を打たれ、2回2/3を2安打2四球2奪三振2失点という内容で勝敗は付かなかった。その後はセットアッパー、回跨ぎのリリーフ、ピンチの場面での火消しと様々な場面での起用に応えた。交流戦を終えてリーグ戦が再開し、8回のセットアッパーとして起用されるようになると、その地位を確立し、シーズン終了まで役目を全うした。この年は1勝5敗・防御率2.86、チーム最多の51試合・25ホールドと好成績を残し、オフに3000万円増となる推定年俸4600万円で契約を更改した。
2024年は2月23日のサムスン・ライオンズとの練習試合での登板後、右肘に違和感を覚えた。キャッチボール再開までは1か月を要し、6月8日の二軍戦で実戦復帰を果たし、7月2日に出場選手登録。蓄積疲労の影響で9月29日に登録抹消となるまでの約3か月で29登板とフル回転し、この年は29試合の登板で2勝1敗15ホールド・防御率3.80という成績であった。CSでは、ロッテとのファーストステージ開幕となる10月12日に出場選手登録され、2試合に登板して逆転でのファーストステージ突破に貢献。ただ、ソフトバンクとのファイナルステージ開幕となる10月16日に上半身のコンディション不良で登録抹消となり、シーズンを終えた。

## 選手としての特徴
| 球種           | 配分 % | 平均球速 km/h |
| -------------- | ------ | ------------- |
| ストレート     | 53.7   | 149.8         |
| スライダー     | 17.8   | 128.9         |
| フォーク       | 14.6   | 137.2         |
| カットボール   | 09.6   | 140.5         |
| シュート       | 02.3   | 147.1         |
| カーブ         | 01.1   | 120.8         |
| チェンジアップ | 00.9   | 131.0         |

持ち球は最速156km/hのストレート、スライダー、フォーク、カットボール、シュート、カーブ、チェンジアップ。打者を抑えると雄叫びを上げ、闘志をむき出しにする投球スタイルである。
2021年オフから球速アップに取り組んでおり、2022年の春季キャンプでは新庄剛志新監督が臨時コーチとして招聘したタレントの武井壮に相談すると、神経的なアプローチをアドバイスされ、「“重いものを持ってから軽いものを持って、速く腕を振る”というものです。腕を振るスピードって脳が判断しているので、そのキャパを上げるために、軽いラケットを振るなどして“腕がもっと振れるんだ”というトレーニングをしていきました」というトレーニングを取り入れた。その後の2年間では平均球速が4km/hも増加し、軸であるストレートの威力が増したことで、大小様々な変化球が強力な効果を発揮するようになった。

## 人物
幼少期には、素潜りでサザエなどを採っていた。小学生の時に、実父が心臓バイパスの手術を経験。後にうつ病を発症したため、それまで専業主婦だった実母が、新聞配達などのアルバイトで家計や池田の学費を賄っていた。このような家庭の事情を背景に、2016年NPBドラフト会議の直前から、『ドラフト緊急生特番!お母さんありがとう』（TBSテレビ）スタッフの密着取材を受けた。会議の当日（2016年10月20日）に全国ネットで放送された同番組では、池田や家族への取材を基に、以上の生い立ちを再現映像を交えながら紹介。池田自身も、楽天からの指名を受けた後に、生中継を通じて実父と揃って出演した。
ギターやピアノの演奏が趣味で、楽天への入団後から居住している球団合宿所「泉犬鷲寮」の自室にもギターを持参。折に触れてギターを演奏している。また、試合に登板する前には、ブルーノ・マーズの楽曲を聴きながらリラックスに努めている。

## 詳細情報

### 年度別投手成績
| 年 度     | 球 団     | 登 板 | 先 発 | 完 投 | 完 封 | 無 四 球 | 勝 利 | 敗 戦 | セ 丨 ブ | ホ 丨 ル ド | 勝 率 | 打 者 | 投 球 回 | 被 安 打 | 被 本 塁 打 | 与 四 球 | 敬 遠 | 与 死 球 | 奪 三 振 | 暴 投 | ボ 丨 ク | 失 点 | 自 責 点 | 防 御 率 | W H I P |
| --------- | --------- | ----- | ----- | ----- | ----- | -------- | ----- | ----- | -------- | ----------- | ----- | ----- | -------- | -------- | ----------- | -------- | ----- | -------- | -------- | ----- | -------- | ----- | -------- | -------- | ------- |
| 2018      | 楽天      | 15    | 7     | 0     | 0     | 0        | 1     | 5     | 0        | 4           | .167  | 206   | 42.2     | 60       | 4           | 21       | 2     | 0        | 24       | 5     | 0        | 33    | 28       | 5.91     | 1.90    |
| 2021      | 日本ハム  | 18    | 16    | 0     | 0     | 0        | 3     | 10    | 0        | 1           | .231  | 364   | 82.1     | 88       | 11          | 35       | 0     | 5        | 52       | 4     | 0        | 42    | 36       | 3.94     | 1.49    |
| 2022      | 日本ハム  | 4     | 3     | 0     | 0     | 0        | 1     | 3     | 0        | 0           | .250  | 71    | 16.1     | 15       | 0           | 6        | 0     | 0        | 11       | 1     | 0        | 7     | 6        | 3.31     | 1.29    |
| 2023      | 日本ハム  | 51    | 1     | 0     | 0     | 0        | 1     | 5     | 0        | 25          | .167  | 195   | 50.1     | 33       | 5           | 12       | 0     | 2        | 45       | 1     | 0        | 18    | 16       | 2.86     | 0.89    |
| 2024      | 日本ハム  | 29    | 0     | 0     | 0     | 0        | 2     | 1     | 0        | 15          | .667  | 93    | 23.2     | 14       | 4           | 9        | 0     | 2        | 22       | 2     | 0        | 10    | 10       | 3.80     | 0.99    |
| 通算：5年 | 通算：5年 | 117   | 27    | 0     | 0     | 0        | 8     | 24    | 0        | 45          | .250  | 929   | 215.1    | 210      | 24          | 83       | 2     | 9        | 154      | 13    | 0        | 110   | 96       | 4.02     | 1.36    |

- 2024年度シーズン終了時
- 各年度の太字はリーグ最多

### 年度別守備成績
| 年 度 | 球 団    | 投手  | 投手  | 投手  | 投手  | 投手  | 投手     |
| 年 度 | 球 団    | 試 合 | 刺 殺 | 補 殺 | 失 策 | 併 殺 | 守 備 率 |
| ----- | -------- | ----- | ----- | ----- | ----- | ----- | -------- |
| 2018  | 楽天     | 15    | 4     | 6     | 1     | 0     | .909     |
| 2021  | 日本ハム | 18    | 3     | 4     | 1     | 1     | .875     |
| 2022  | 日本ハム | 4     | 1     | 3     | 0     | 1     | 1.000    |
| 2023  | 日本ハム | 51    | 7     | 3     | 0     | 0     | 1.000    |
| 2024  | 日本ハム | 29    | 1     | 2     | 0     | 0     | 1.000    |
| 通算  | 通算     | 117   | 16    | 18    | 2     | 2     | .939     |

- 2024年度シーズン終了時

### 記録
初記録
投手記録
- 初登板・初先発登板：2018年4月1日、対千葉ロッテマリーンズ3回戦（ZOZOマリンスタジアム）、2回1/3を4失点（自責点2）で敗戦投手[20]
- 初奪三振：2018年4月8日、対福岡ソフトバンクホークス3回戦（楽天生命パーク宮城）、1回表に本多雄一から空振り三振[118]
- 初勝利・初先発勝利：2018年4月15日、対埼玉西武ライオンズ3回戦（楽天生命パーク宮城）、6回1/3を5失点[22]
- 初ホールド：2018年5月25日、対福岡ソフトバンクホークス10回戦（ヤフオクドーム）、1回無失点[119]

打撃記録
- 初打席：2021年5月27日、対東京ヤクルトスワローズ3回戦（明治神宮野球場）、2回表に奥川恭伸から投前犠打

### 背番号
- 30（2017年 - 2019年、2021年 - 同年3月2日）
- 130（2020年）
- 52（2021年3月3日 - ）